# Figli di Pietro I di Russia

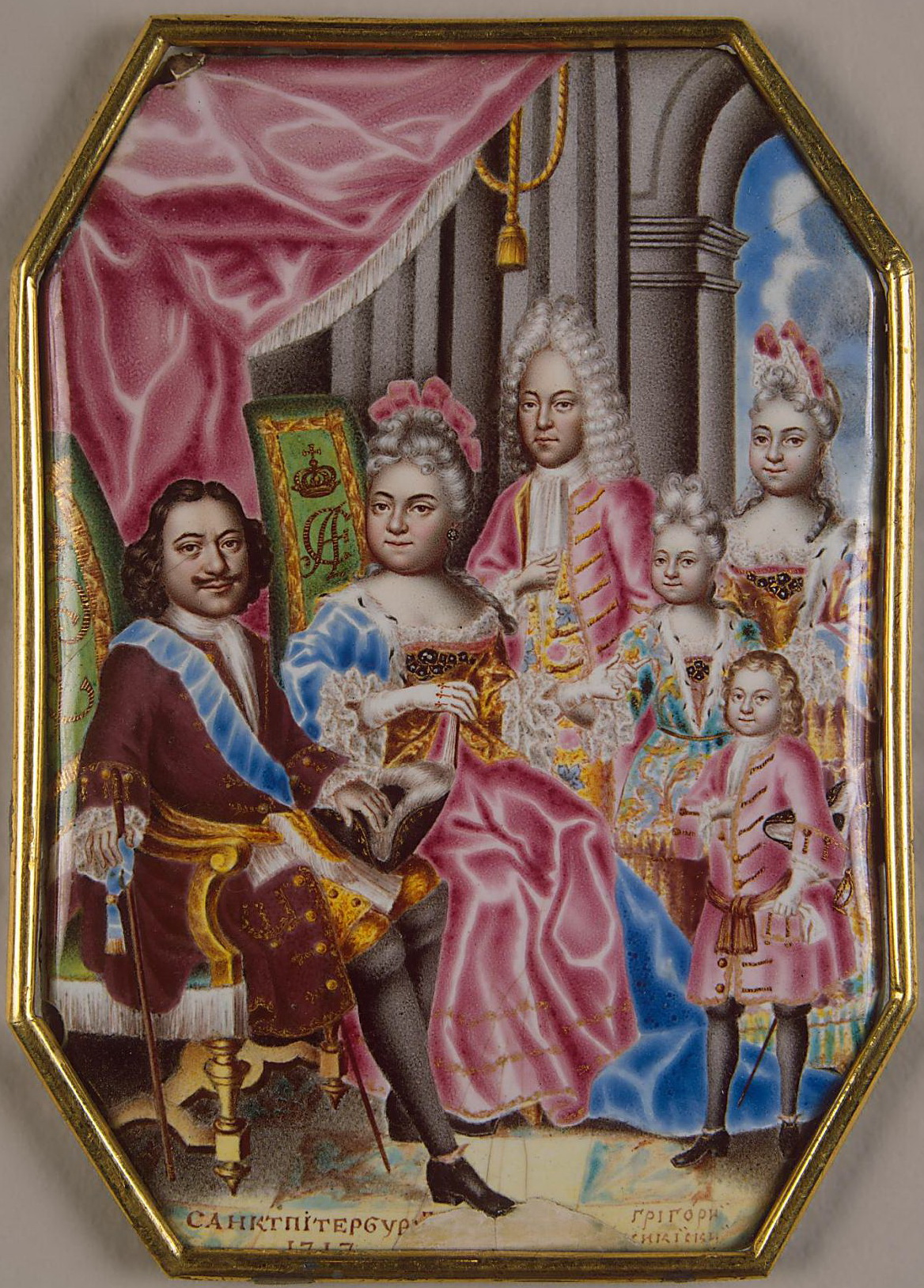
1716. Pietro I con la seconda moglie Caterina, le loro figlie Anna ed Elisabetta, loro figlio Pietro, e Alessio, nato dalla sua prima moglie Eudossia.

I Figli di Pietro I di Russia sono i figli dell'imperatore russo Pietro I Romanov, avuti sia dalla prima moglie, Eudossia Lopuchina che dalla seconda, Caterina Skavronskaya (Marta Skavronskaya), più quelli illegittimi avuti da diverse amanti. Dei venti figli che concepì, solo tre sopravvissero all'infanzia: Alessio, Elisabetta e Anna.

## Figli di Evdokija Lopuchina

### Аlessio

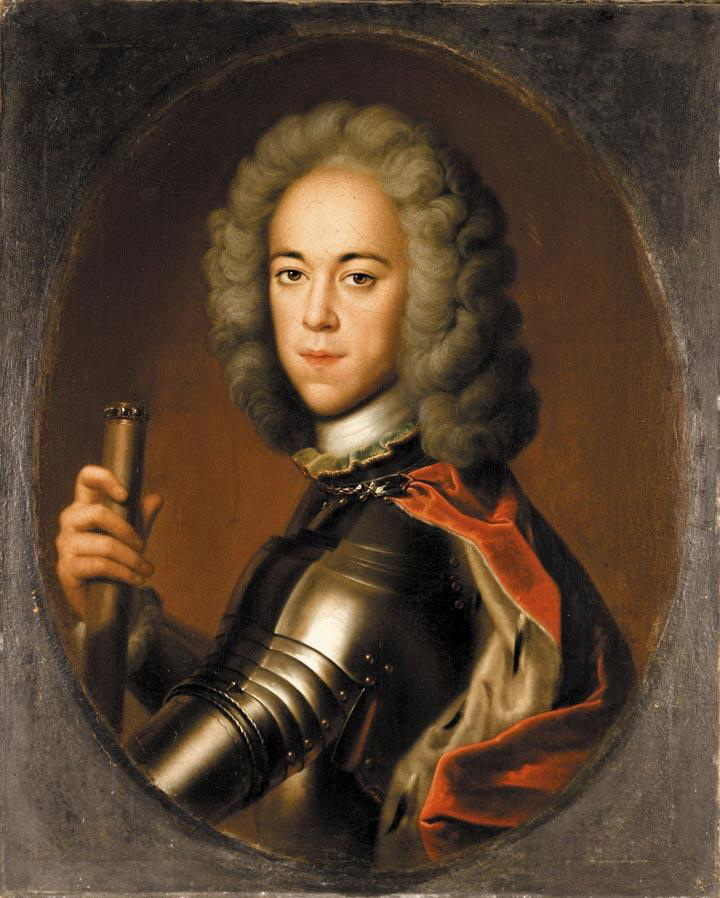
Aleksej Petrovič

Lo zarevic Aleksej Petrovič (Mosca, 18 febbraio 1690 - San Pietroburgo, 26 giugno 1718) era il figlio primogenito di Pietro, chiamato Alessio in onore del nonno, lo zar Alessio.
Nel 1711 sposò la Principessa Carlotta Cristina di Brunswick-Wolfenbüttel, sorella di Elisabetta Cristina, moglie dell'imperatore Carlo VI d'Asburgo. Dalla moglie ebbe due figli: Natal'ja (1714–1728) e Pietro (1715–1730), futuro zar con il nome di Pietro II.
Condannato a morte per aver cospirato contro il padre, Alessio morì in prigione prima che la condanna potesse essere eseguita.  Venne sepolto nella Cattedrale dei Santi Pietro e Paolo di San Pietroburgo il 30 giugno 1718.

### Alessandro
Alessandro Petrovič (Preobražnskoe, 3 ottobre 1691 - Mosca, 14 maggio 1692), fu il secondo figlio di Pietro ed Evdokija Lopuchina.
Venne battezzato l'11 novembre 1691 nel Monastero di Čudov. Sua madrina fu la zia, la principessa Natalia Alekseevna..
Morì a Mosca il 14 maggio 1692. Venne sepolto il 24 maggio 1692 nella Cattedrale dell'Arcangelo Michele all'interno del Cremlino di Mosca. Lo zar Pietro, si era ormai talmente estraniato dalla moglie che non si preoccupò neanche di andare ai funerali del piccolo.

### Paolo
Paolo Petrovic era il terzo e ultimo figlio di Pietro e Evdokija, nato e morto nel 1693.

## Figli di Caterina Skavronskaya

### Pietro
Pietro Petrovič (inverno 1704 - 1707), fu il primo figlio di Pietro e Caterina.

### Paolo
Paolo Petrovič (ottobre 1705 - 1707), fu il secondo figlio di Pietro e Caterina.

### Caterina
Caterina Petrovna (7 febbraio 1707 - 7 agosto 1708), fu la terza figlia di Pietro e Caterina.
Essendo la prima femmina ricevette il nome di Caterina in onore della madre.
Morì all'età di un anno e sei mesi e venne sepolta nella Cattedrale dei Santi Pietro e Paolo di San Pietroburgo.

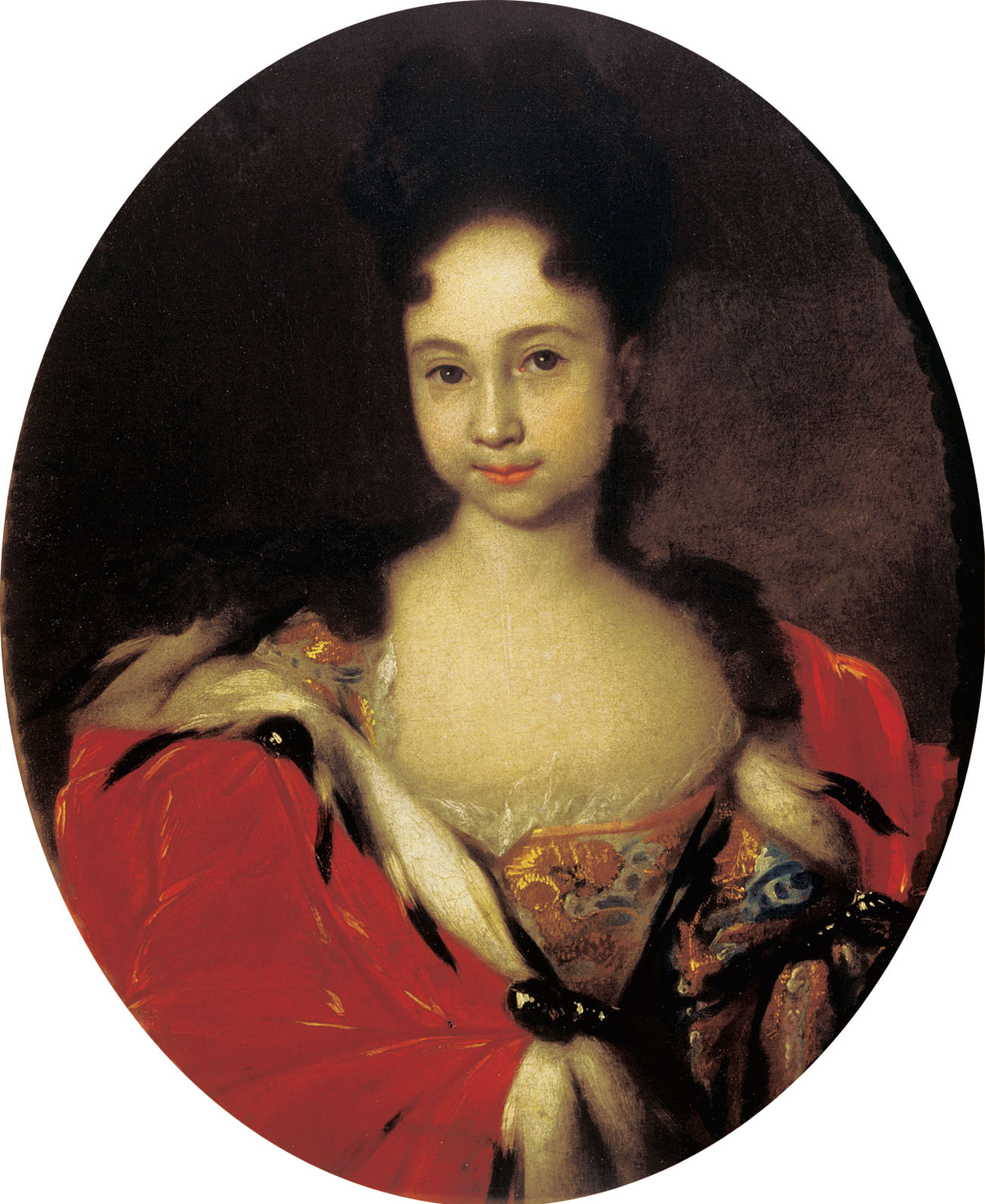
Anna

### Anna
Anna Petrovna (Mosca, 27 gennaio 1708 - Kiel, 15 maggio 1728), fu la quarta figlia di Pietro e Caterina. L'unica, insieme ad Elisabetta, a raggiungere l'età adulta.
Le venne dato il nome "Anna" come la cugina Anna Ivanovna, figlia di Ivan V.
Il 21 maggio 1725 sposò Carlo Federico, Duca di Holstein-Gottorp.
Morì a Kiel il 15 maggio 1728, qualche giorno dopo aver dato alla luce il figlio Pietro, futuro imperatore di Russia col nome di Pietro III.
Anna prima di morire disse che desiderava essere sepolta in Russia.
Venne sepolta, come fu sua volontà, il 12 novembre dello stesso anno nella tomba dei suoi avi nella cattedrale dei Santi Pietro e Paolo di San Pietroburgo.

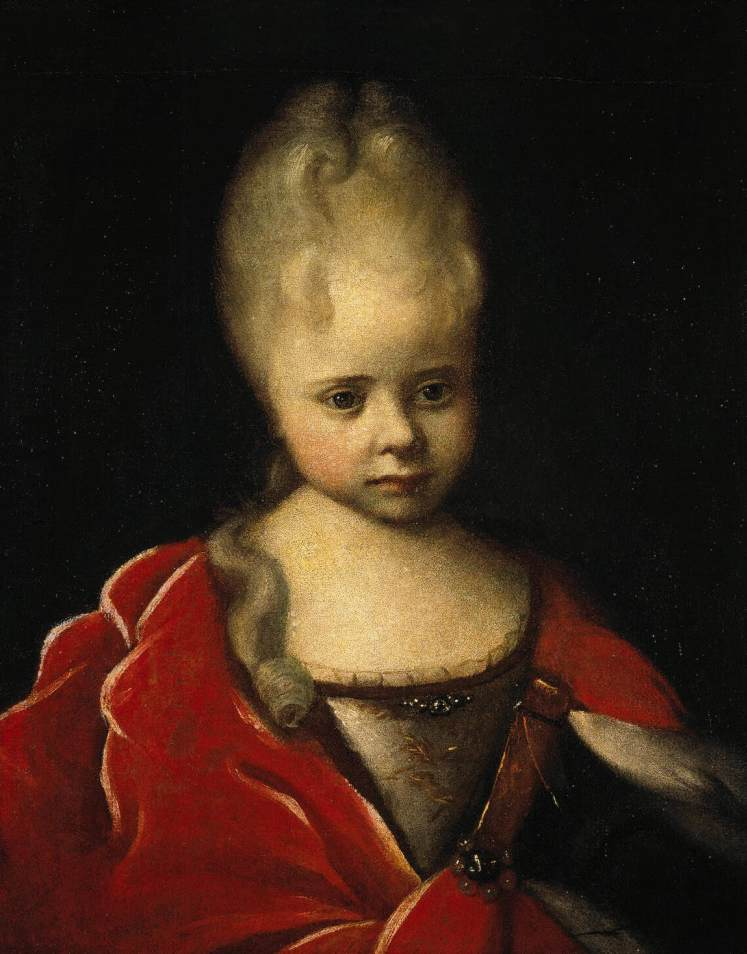
Elisabetta

### Elisabetta
Elisabetta Petrovna (Kolomenskoe, 29 dicembre 1709 – San Pietroburgo, 5 gennaio 1762), fu la quinta figlia di Pietro e Caterina. L'unica, insieme ad Anna, a raggiungere l'età adulta e l'unica dei figli di Pietro a salire al trono come Imperatrice di Russia.
Ricevette il nome "Elisabetta" forse in onore della grande regina Elisabetta I d'Inghilterra.
Il suo impero durò dal 6 dicembre 1741 al 5 gennaio 1762. Forse segretamente sposata con Aleksej Grigor'evič Razumovskij, non ebbe figli e alla sua morte il trono passò al nipote Pietro, figlio di Anna Petrovna.
Venne sepolta nella Cattedrale dei Santi Pietro e Paolo a San Pietroburgo.

### Maria Natalia

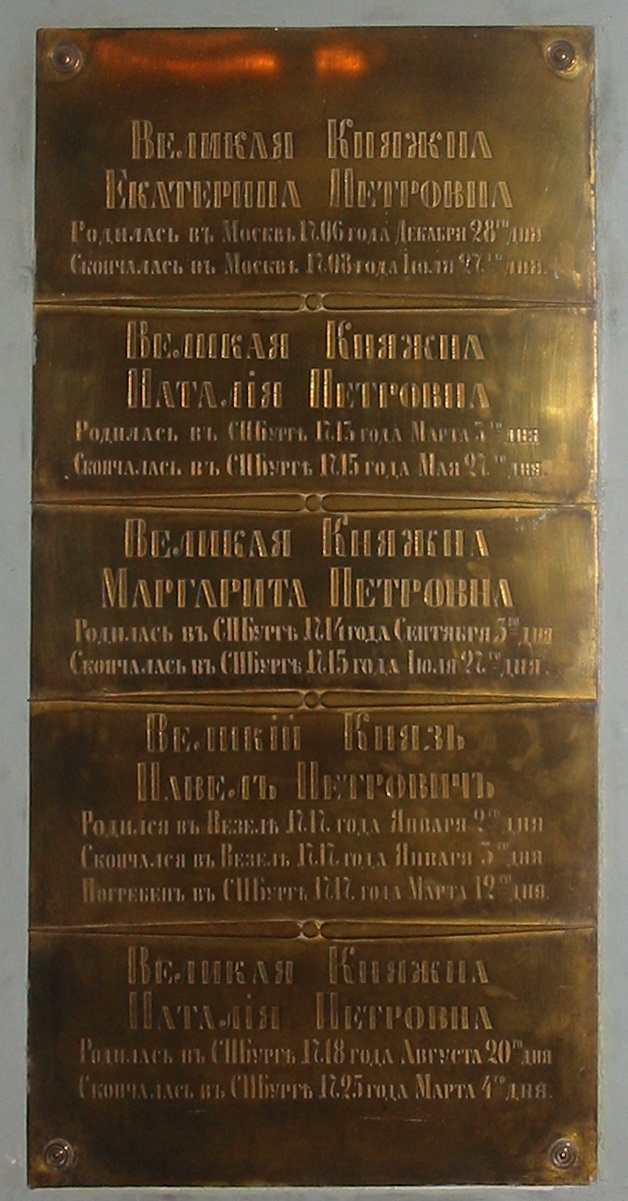
Tombe dei figli di Pietro morti in tenera età nella Cattedrale dei Santi Pietro e Paolo

Maria Natalia Petrovna (20 marzo 1713 - San Pietroburgo, 27 maggio 1715), fu la sesta figlia di Pietro e Caterina. La prima a nascere dopo il matrimonio dei suoi genitori, avvenuto il 19 febbraio 1712.
Ricevette il nome "Natalia" in onore della zia e della nonna.
Fu battezzata il 29 marzo.
Morì a San Pietroburgo all'età di 2 anni e 2 mesi e venne sepolta nella Cattedrale dei Santi Pietro e Paolo. Poiché la cattedrale all'epoca era ancora incompiuta, quella di Natalia fu la seconda sepoltura ad essere fatta nella cattedrale.

### Margherita
Margherita Petrovna (19 settembre 1714 - 7 giugno 1715), fu la settima figlia di Pietro e Caterina.
Morì a San Pietroburgo dopo pochi mesi di vita e venne sepolta nella Cattedrale dei Santi Pietro e Paolo.

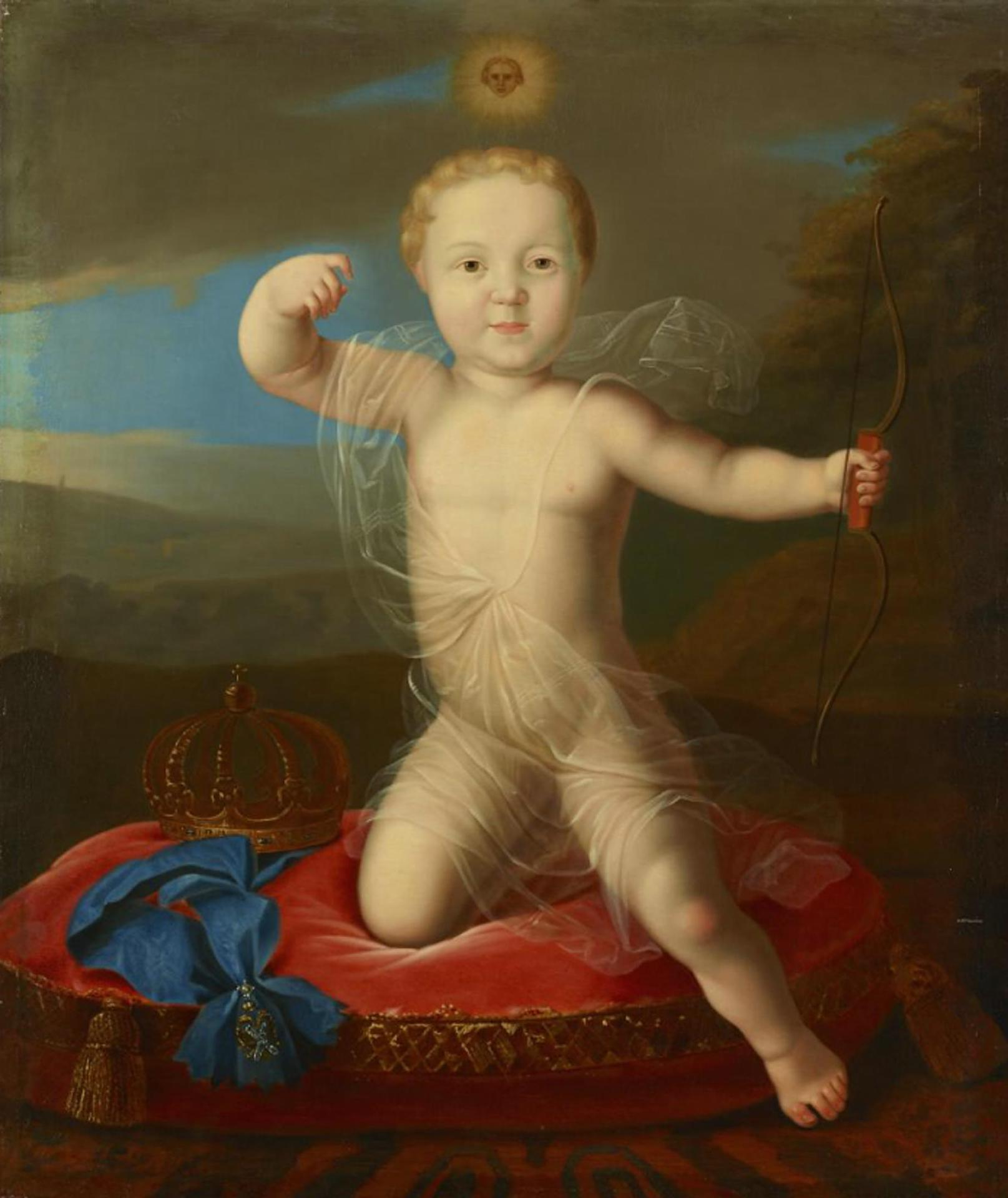
Pietro Petrovič

### Pietro
Pietro Petrovič (19 novembre 1715 - 6 maggio 1719), fu l'ottavo figlio di Pietro e Caterina ed il secondo a portare il nome del padre.

### Paolo
Paolo Petrovich (13 gennaio 1717 - 14 gennaio 1717), fu il nono figlio di Pietro e Caterina.

### Natalia
Natalia Petrovna (31 agosto 1718 - 15 marzo 1725), fu la decima figlia di Pietro e Caterina.

### Pietro
Pietro Petrovič (7 ottobre 1723 - 7 ottobre 1723), fu l'undicesimo figlio di Pietro e Caterina.

### Paolo
Paolo Petrovič (1724 - 1724), fu il dodicesimo ed ultimo figlio di Pietro e Caterina.

## Illegittimi
- da Lady Maria Hamilton:[3]
  - Figlio abortito (1715)
  - Figlio senza nome (1717 - 1718)
- dalla Principessa Maria Dmitrievna Cantemirovna di Moldavia:[4]
  - Figlio senza nome (1722 - 1722 o 1723)